# Urodacus armatus
Espèce
Synonymes
- Urodacus woodwardii Pocock, 1893
- Urodacus granifrons Pocock, 1898

Urodacus armatus est une espèce de scorpions de la famille des Scorpionidae.

## Distribution
Cette espèce est endémique d'Australie-Occidentale. Elle se rencontre en Australie-Occidentale, dans le Sud du Territoire du Nord, en Australie-Méridionale, dans l'Ouest du Victoria et en Nouvelle-Galles du Sud.

## Description
Le mâle décrit par Koch en 1977 mesure 75 mm.

## Publication originale
- Pocock, 1888 : « The species of the genus Urodacus contained in the collection of the British (Natural History) Museum. » Annals and Magazine of Natural History, sér. 6, vol. 2, p. 169-175 (texte intégral).